# Geochelone nigra ssp. darwini
Geochelone nigra ssp. darwini је гмизавац из реда Testudines и фамилије Testudinidae.

## Угроженост
Ова врста се сматра угроженом.

## Распрострањење
Ареал врсте је ограничен на једну државу, Еквадор. Присутна је само на Галапагосу.

## Станиште
Станиште врсте је копно.